# 澳門金沙

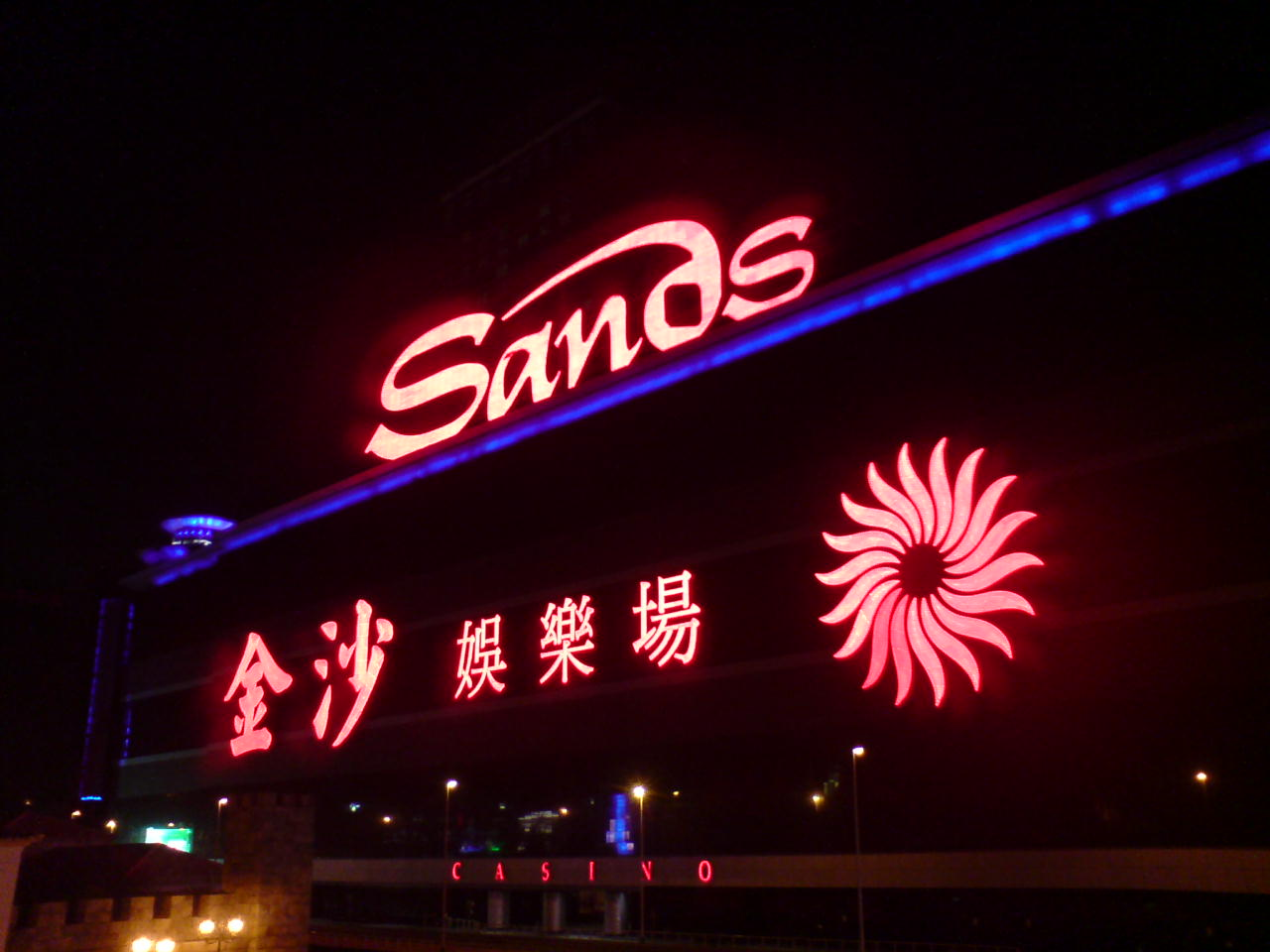
"金沙"外場的紅燈在夜間發揮很大的宣傳作用

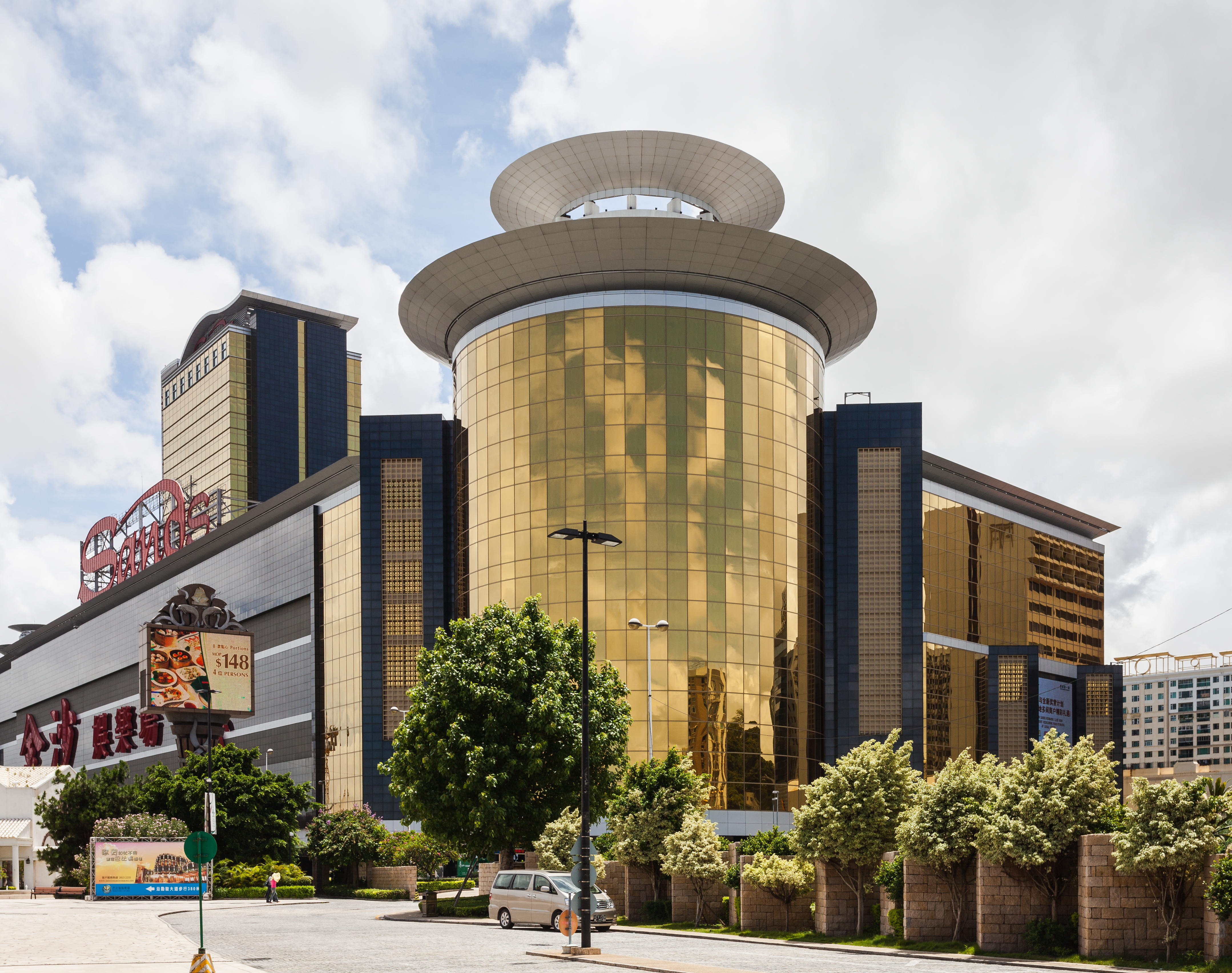
建築物外牆以金色為主

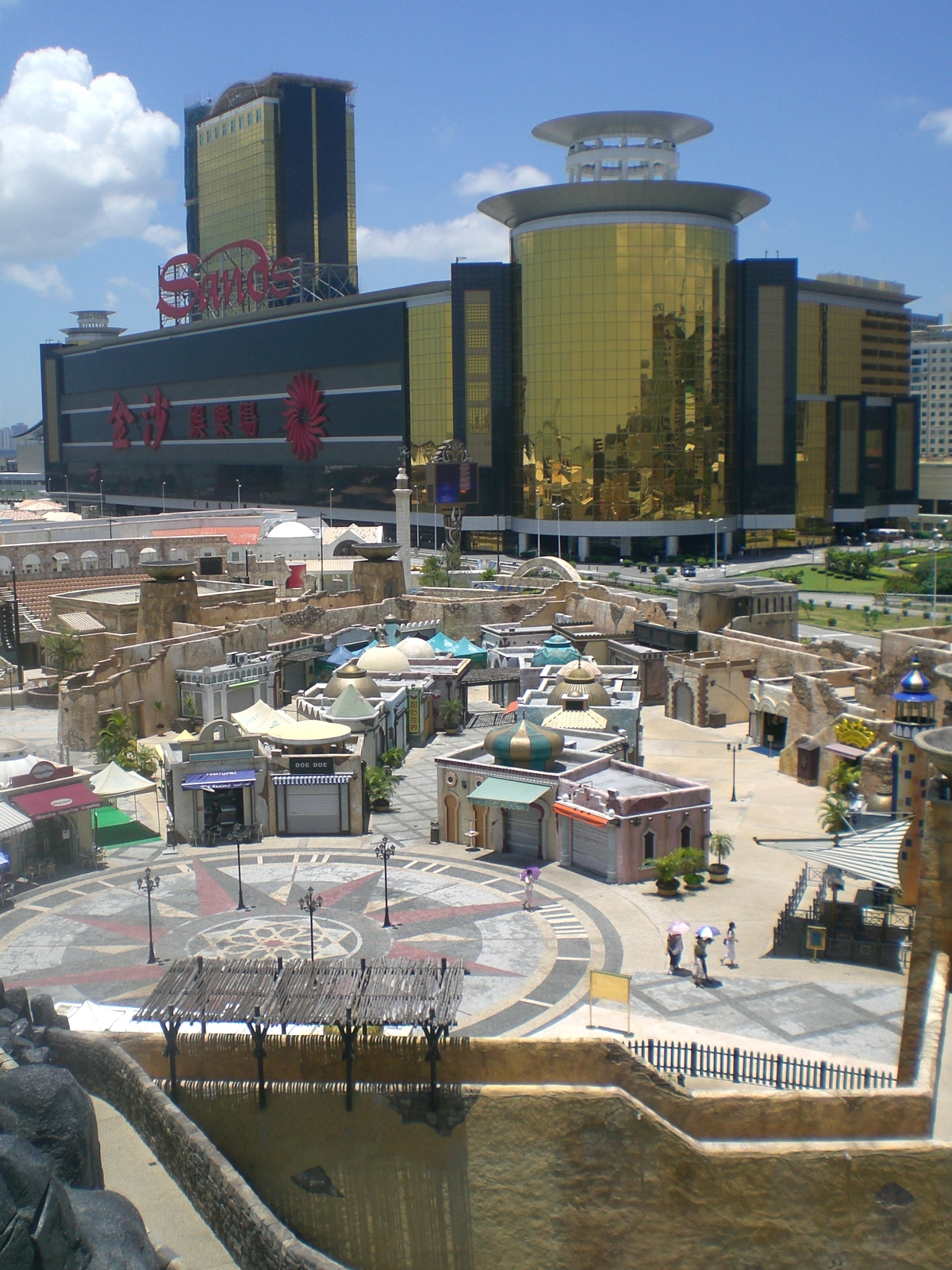
毗鄰澳門漁人碼頭

澳門金沙（Sands Macau） 是位於澳門新口岸的一間賭場酒店，由威尼斯人（澳門）股份有限公司所持有及營運。
賭場部分早於2004年5月18日開幕，總投資逾2.4億美元，賭場面積達229,000平方英呎，及後於2006年8月再擴建位於2樓和3樓的中場部份，曾使得娛樂場的賭檯數目成為全球之冠。而酒店初期只有51間套房，及後於2007年再擴建至289間套房。

## 歷史

### 香港商人为金沙和内地官员结缘
在2000年中，香港商人孙志达收到内幕消息，知道中国中央政府打算结束澳博在澳门赌业的垄断地位，便主动联络拉斯维加斯金沙集团，又安排安德森跟国务院副总理钱其琛和北京市市長刘淇等內地高官会面，帮助其在澳开办赌场。孙志达说(并能拿出证据)，金沙集团承诺给予500万美元和金沙在澳门的赌场经营纯利2%，作为成功获得赌牌的报酬。后来事情成真，澳門特區政府於2000年開放賭權，發出3張賭牌予投資者競投，吸引了一大批本地以及外來投資者參與投標。

### 和银河集团合伙
最後，分別由澳博 、銀河 以及永利投得三張賭牌。由於澳門政府允許每張賭牌分拆一次，故與銀河屬合作夥伴的威尼斯人澳門獲得其分拆的半張賭牌，並立即開始其於澳門的發展計劃，成為日後各賭牌分拆的先例。
在澳門金沙的發展計劃中，威尼斯人獲得位於澳門新口岸港澳碼頭附近的蒙地卡羅前地一幅6公頃的海濱花園作發展用途，於2004年5月18日正式開幕，成為了到訪澳門的遊客一個新的博彩去處。據報章報導，金沙開幕當天吸引了25,000名客人入場，盛況空前。
據報章報道,澳門金沙只用了一年就將建築成本完全收回。 （页面存档备份，存于）

### 被出卖的香港老搭档追讨部分成功
到了2005年，金沙集团仍然不肯付钱给成功关键孙志达，于是被入禀拉斯维加斯地区法院追讨3.47億美元。安德森上庭时说得自相矛盾。结果，孙志达胜诉。敗方上诉，審讯继续……到了2019年才结束，有传媒报道，金沙付了9,600萬美元给对方。

### 财务困境
2008年11月12日參與打造澳門拉斯維加斯的全球賭業巨頭金沙集團陷入財困，連帶澳門發展大計叫停。金沙集團當時公布第三季業績淨虧損達2億5000萬港元，並需尋求集資167億港元應急，同時宣布暫緩路氹金光大道第5及第6期工程，近萬人包括3,000名香港工人即時失業。澳門行政長官何厚鏵表示，一直有留意金沙融資困難的消息，政府已有預案準備隨時進場接管賭場；面對作為澳門經濟支柱的賭業備受全球金融海嘯衝擊，何厚鏵表明不會容許任何一間博企「閂埋門」，又大派定心丸指就算政府真的要接管，「控制三加三的賭牌，點會唔值錢？」。

### 名声
「金沙 (Sands)」這個名字是來源於位於美國內華達州拉斯維加斯的金沙賭場酒店。2006年3月，金沙娛樂場與葡京娛樂場以及文華東方娛樂場同時入選由《福布斯》雜誌所選出的全球最熱門（Hottest）的13間賭場名單。

## 爭議

### 赌场派黑幫向贏家和其親友實施毆打、放火、恐嚇和謀殺以索回彩金
澳門金沙成都廳的管理人是香港黑幫和合图的领导人張治太。香港賭客蕭潤平被該賭廳的人員王鉴明招揽去賭錢，贏了很多。莊家覺得他們作弊，却找不到证据，便派出黑社会团伙来硬的，迫他退回彩金。他们打伤萧润平，放火烧了他的家，恐吓他的儿子，都未成功收回款項。后来骋请了几个帮会中人，叫他们绑架王鉴明，弄断手脚。这些人又收到追加指示，指挥取他性命，其中有个不敢杀人的，跑了去向公安举报，以致灭口行动失败，几个人要坐牢。

### 中奖600万后，職員突然关机并抢去奖券
某37歲来自浙江的香港人在2013年4月29日在澳門金沙賭場玩電子老虎機，输了三十五万左右后，中了一个六百多萬元的大獎。机器一张接着一张地吐出纸彩券，职员很快走来，强行关机并抢走已打印的44张共值132万的彩券，说是中空宝。她往澳門政府部门博彩監察協調局投诉，对方原本说用十天处理，却久久不回应。她向传媒投诉，在5月16日被公开报导。终于，当局在6月6日公佈調查報告，指有關老虎機「瑕疵運作」，確認賭場拒賠屬合理。女事主到该办公室收下文件后被媒体追访，悲伤痛哭，说明明是一次性地中了一个六百多万的獎，两分钟后被职员打断收奖，纸上的却是乱写的情节，指她输的只有1003块，二十二分钟内中了44次奖，每次3.1万，是坏器故障，又完全不提职员关机抢券情节。到了傍晚，政府召回她，又弄来了赌场代表，闭门会议，给了她所谓精神赔偿摆平，有保密协议和不興訟約束，数额不公开。澳門特区立法會議員区錦新就此事向傳媒發表批評政府和賭場的評論，認為賭場每逢機器故障，便不用派彩和不會受政府責罰的法律不妥。

### 说显示屏出错，向中370万大奖者只派30万
2009年，某44岁香港人赌撲克中了370万的累積大奖，职员验牌半小时后，说有人早他三分钟，在威尼斯人赌场中了和领走，显示屏可見的370万元是错的，只给他所謂最低奖金30万便将他经后门弄走。他怀疑被骗，赌场坚持不给更多錢，又不给存在另一个中大奖者的证据，去政府多次投诉又被拖延了约一年，都不回應他，在《蘋果日報》拍攝下再登門查問，政府人員才告訴他，个案正在轮候中，未处理，在記者陪同下，他又去政府总部交上了封寫给特首的申诉信，记者向金沙查询多次也得不到回应。最後《蘋果日報》將此事曝光。

### 拒绝向漏网入场的过年轻赌客派74万奖金
2007年2月20日（即年初三），一名香港的16歲少女和妈妈进到金沙賭場，入场和投注都没被阻止。到少女从角子机贏得了74萬港元，赌场才说她年齡未滿18歲，不肯给钱。她们向澳门政府投诉，又找香港《苹果日报》維權，把事情公诸于世。后来政府勒令賭場把獎金付給少女的母親，才告了结。澳門金沙賭場在收到命令後，起初还說在考慮付錢还是不付，最後还是給了。澳門博彩監察協調局局長雪萬龍說，這名少女是在合法及沒有欺騙的情況下贏得獎金，所以裁定賭場要把獎金付給少女的母親。后来政府和赌场都修改规则，避免事件重演。 

### 跳樓自殺
2004年12月22日 - 一名香港賭客輸掉320萬元，在3樓攀越圍欄跳落地面大堂，當場重傷斃命。

2007年4月18日 - 一名中國河北男賭客在賭場3樓飛墮地下大堂死亡。
2013年6月19日 - 香港地盤工人疑豪賭敗北，在2樓爬過圍欄跳落酒店大堂，送院搶救不治。

## 設施

### 澳門金沙娛樂場
澳門金沙的娛樂場部分是整個澳門金沙計劃中最早開幕的項目，早在於2004年5月18日開幕，總投資逾2.4億美元，賭場面積229,000平方英呎，合共設有740張中西式賭檯、以及1254台角子機。賭場內除了1樓中場之外，另還設有貴賓區域「御匾會」（Paiza Club）、地下非吸煙區「明珠坊」（Pearl Room），另於2006年8月新增擴建位於2樓的「如意坊」（Level of Fortune）以及於3樓的「百樂坊」（Treasure Level）。
澳門金沙娛樂場內的賭檯數目曾經成為全球之冠，成為全球最大娛樂場，但2008年後期的金融海嘯影響下，賭檯數目已經有所減小。

### 金沙酒店（澳門）
酒店部份初期只設有專為御匾會貴賓而設的51間貴賓套房，及後於2007年擴建酒店部份至289間套房。

#### 套房
澳門金沙初期設有的御匾會貴賓套房共51間，另外擴建的包括204間豪華套房和34間行政套房。其中豪華套房擁有60平方米的活動空間，而行政套房則擁有120平方米的寬敞面積。

#### 金沙「御匾會」水療及美容中心
金沙「御匾會」水療及美髮中心是為酒店房客而設，其中位於8樓的「金沙御匾會水療中心」設有8間雅致的水療房間，每間都擁有獨立的淋浴間，同時更提供齊備的健身設施、水力按摩池、冷水池、蒸氣室和桑拿室提客人使用；而位於3樓的「金沙御匾會美髮中心」則提供專業的美髮服務，包括頭髮造型和護理、指甲與腳甲修飾服務、足部穴位反射療程，以及頭、肩按摩等鬆弛服務，而且更設有OSIM「iSymphonic」按摩椅，供客人免費享用。

#### 游池
室外60呎長恆溫泳池位於酒店6樓，同時可為客人提供雞尾酒飲品。

### 宴會廳及演奏廳
酒店的四樓設有面積達8855平方呎的宴會廳，宴會廳可活動式地劃分為A、B、C三區，同時也設有一個銀映池畔多功能會議室，而會議室和會前活動區則位處6樓；而設備先進的演奏廳則設於酒店3樓，初期只招待御匾會貴賓，但近期開始對外售票，如2007年10月的Air Supply演唱會。。

### 餐飲
金沙娛樂場亦附設有八間中西式餐廳和酒吧，為客人提供餐飲服務。
- 金沙閣
- 江戶日本料理
- 仙樂都酒廊（Xanadu）
- 高雅扒房
- 888拉斯維加斯自助餐廳
- 888美食廣場
- 皎月食坊
- 星巴克咖啡

#### 仙樂都酒廊
仙樂都酒廊位於娛樂場1樓，傳統的中國舞蹈，現代舞家，歌藝團，以及當代中、西流行樂隊在此傾力登場，源源獻上各式表演，目不暇接。更備有電子投影幕和多部大型的等離子螢幕電視機，為一樓的客人和博彩客戶帶來體育盛事和視覺娛樂。

#### 貴賓室
除了一般的餐廳，澳門金沙還設有部份貴賓專享的餐廳，其中「御匾會」專享的就是「御景台」，位於酒店頂層，提供菜餚及特色雞尾酒，晚上更有流行曲組合SONATA現場演繹流行歐美歌曲；11時後更有著名唱片騎師及熱情如火的巴西跳舞女郎演出。

## 鄰近建築／景點
- 澳門漁人碼頭
- 外港客運碼頭
- 金麗華酒店
- 金蓮花廣場
- 華都酒店
- 澳門文化中心
- 澳門科學館

## 擴建計劃
除了最初開設的1樓中場與御匾會（Paiza Club）外，金沙娛樂場亦持續擴建其博彩區域，以下為金沙開業後所進行的擴建工程。
- 地下：新設明珠坊（Pearl Room）賭場，為非吸煙區，位於地下大堂側，設有40張賭檯與170台角子機，已於2005年2月7日開幕。
- 1樓：金沙新翼一樓金沙中場賭場擴建部分於2006年8月23日開幕，賭檯及角子機數目倍增；
- 2樓：如意坊（Level of Fortune）賭場，將原有「金沙888拉斯維加斯自助餐」餐廳大部份樓面改為賭場，已於2006年1月27日開幕；金沙新翼二樓如意坊（Level of Fortune）賭場擴建部分於2006年8月23日開幕，賭檯及角子機數目倍增；
- 3樓：百樂坊（Treasure Level）於2006年8月23日開幕，是金沙新翼擴建工程的一部分，設有108張賭檯；三樓原有「霞飛會館」餐廳改為御匾會（Paiza Club）擴建部分
- 4樓：宴會廳。
- 6樓：泳池及銀映池畔露天酒廊
- 8樓：水療中心
- 9樓或以上：酒店套房

## 交通配套

### 自設交通
金沙澳門設有來往酒店與口岸及澳門威尼斯人的接駁專巴服務。接駁專巴服務設有以下5條路線：
- 澳門金沙 ↔ 關閘
- 澳門金沙 ↔ 外港客運碼頭
- 澳門金沙 ↔ 氹仔客運碼頭
- 澳門金沙 ↔ 澳門威尼斯人
- 澳門金沙 ↔ 澳門巴黎人、澳門倫敦人
- 澳門金沙 ↔ 澳門倫敦人

### 公共交通

#### 巴士
M254 友誼馬路／行車天橋（Av. Amizade / Viaduto）
路線：1A、3、3A、10、10B、28A、28B、29、32、56、102X、AP1、N1A
M259 孫逸仙大馬路／金沙（Av. Dr. Sun Yat-Sen / Sands）
路線：3A、3AX、8、12、17、17S、60
M264 勵庭海景酒店（Harbourview Hotel）
路線：3A、3AX、5X、8、12、17S、60、N2
M265 漁人碼頭會展中心（Centro de Convenções e Exposições da Doca dos Pescadores）
路線：3A、3AX、12、17S、60

### 自行交通
旅客也可由外港客運碼頭直接步行至金沙澳門，路程約15分鐘。

## 外部連結
- 澳門金沙（页面存档备份，存于）